# フェルデンクライスメソッド
フェルデンクライス・メソッドとは、ウクライナ出身のイスラエルの物理学者、柔道家のモーシェ・フェルデンクライス（Moshe Feldenkrais 1904 - 1984）によって創始されたソマティックエデュケーション。

## 概要
フェルデンクライス・メソッドのレッスンは「ATM（Awareness through Movement＝動きを通しての気付き）」と「FI（Functional Integration＝機能の統合）」に分けられる。
フェルデンクライスのATMレッスンは主にグループ単位で行われるレッスンである。
フェルデンクライスのATMレッスンが他の多くの身体教育と異なる特徴として、指導者の動きを見て真似するのではなく、指導者の言葉を聴いて出てくる各人の自発的な動きで行うことが挙げられる。「こうしなければならない」という規範ではなく、各人から自然に引き出されるそれぞれの動きを重視するのである。そして、ある動きをすると身体の感覚がどのように変化するかを観察し、変化の「気付き」を積み重ねる。
フェルデンクライスのFIレッスンは指導者が生徒の身体に柔らかく触れながら、動きを案内してゆくレッスンである。
生徒が身体の機能を有効に活用できるよう、押し付けではない手助けをする。

## 日本のフェルデンクライス事情
日本のフェルデンクライス・コミュニティの最大手・最古参であり、フェルデンクライスのトレーニングコースを主催し、フェルデンクライスプラクティショナーを多数輩出している団体が「フェルデンクライスアカデミー」である。また、主にその卒業生で組織された『日本フェルデンクライス協会』がある。その他に、トレーニングコースを主催している団体としては「フェルデンクライスWESTジャパン」や東京・新宿にオフィスを持つ「フェルデンクライス・ジャパン」がある。
各団体では、個人レッスンやグループレッスン、ワークショップなどを開催している。